# Mykola Pymonenko
Mykola Kornylovych Pymonenko (en ucraniano: Микола Корнилович Пимоненко) 9 de marzo de 1862, uk, cerca de Kiev, Imperio Ruso; [actualmente Kiev, Ucrania] – 26 de marzo de 1912, Kiev, Imperio Ruso) fue un pintor realista ucraniano que vivió y trabajó en Kiev. Uno de sus alumnos fue Kazimir Malévich, cuyos primeros trabajos fueron influenciados por Pymonenko.
Es conocido por sus escenas de género urbanas y rurales de granjeros, gente del campo y gente de clase trabajadora.

## Biografía
Mykola Kornylovych Pymonenko nació el 9 de marzo de 1862 en el pueblo de uk en las afueras de Kiev. Su padre era un maestro iconógrafo, de ascendencia ucraniana. Después de trabajar como asistente de su padre, Pymonenko pasó a estudiar pintura de iconos en el Monasterio de las Cuevas de Kiev.
En 1876, el trabajo de Pymonenko fue visto por Nikolay Murashko, uno de los fundadores de la Escuela de Arte de Kiev, quien quedó impresionado por el joven artista y presionó a los patrocinadores financieros de la escuela para que le permitieran estudiar allí de forma gratuita. Dos años más tarde, Pymonenko se matriculó en la escuela, donde trabajó con los pintores Khariton Platonov, Murashko y otros. Estudió allí hasta 1882. Después de que su trabajo de examen fuera enviado a la Academia Imperial de Bellas Artes de San Petersburgo en 1881, recibió una licencia para enseñar dibujo en la escuela secundaria inferior y pudo asistir a clases en la Academia. Se casó con la hija de Vladimir Orlovsky, uno de sus instructores. 
De 1882 a 1884, Pymonenko estudió en la Academia de las Artes de San Petersburgo. Ese año, tanto su mala salud (causada posiblemente por tuberculosis ) como la falta de fondos hicieron que regresara a Kiev, donde encontró trabajo como profesor de dibujo en una escuela privada. Después de que la escuela cerró en 1901, se mudó al Instituto Politécnico de Kiev del Emperador Alejandro II . A partir de 1906 enseñó en la Escuela de Arte de Kiev, siendo Kazimir Malévich uno de sus alumnos más destacados. 

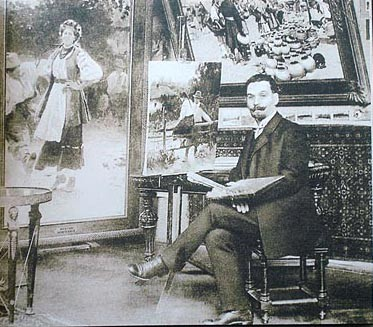
Pymonenko en su estudio.

En 1897, Pymonenko participó en la decoración de la Catedral de San Vladimir de Kiev y recibió la Orden de Santa Ana por su trabajo allí. Desde 1893 fue miembro del Peredvízhniki, y en 1899 se convirtió en miembro de pleno derecho del grupo, y fue nombrado 'académico' en 1904. Ganó una medalla de oro en el Salón de 1909 por su pintura Hopak, ahora en el Louvre.
Pymonenko murió en 1912 tras una breve enfermedad. Fue enterrado en el cementerio de Lukyanivka. Su exposición póstuma de 1913 en la Academia de las Artes contó con 184 pinturas, 419 bocetos y 112 dibujos a lápiz. Una calle recibió su nombre en 1959 y en 1997, se inauguró un museo dedicado a él en uk, un pueblo que visitaba regularmente cada año. Varias de sus obras tienen versiones alternativas, pintadas con años de diferencia. 

## Reputación
Pymonenko perdió el favor del Peredvizhniki cuando una de sus pinturas, Vuelta a casa, fue utilizada (aparentemente sin su permiso) por la Shustov Vodka Company para promocionar su spotykach. (un tipo de horilka). Fue acusado de haberse "corrompido" y se vio obligado a demandar a la empresa para que eliminara la imagen. 

En 1905, Pymonenko se quejó a su amigo Lazarevsky: "Ellos [los ucranianos] dicen que soy un renegado, que no amo a mi patria, que no doy lo que se necesita, que mis tramas son pálidas, pero que todo esto no es cierto, no es cierto". Mykola Golubed saludó: “Está claro por esas palabras que Pymonenko fue agraviado como ciudadano, pero los críticos lo elogiaron como artista. Pymonenko fue un verdadero vínculo entre la pintura de Shevchenko y la de Trutovsky.” 

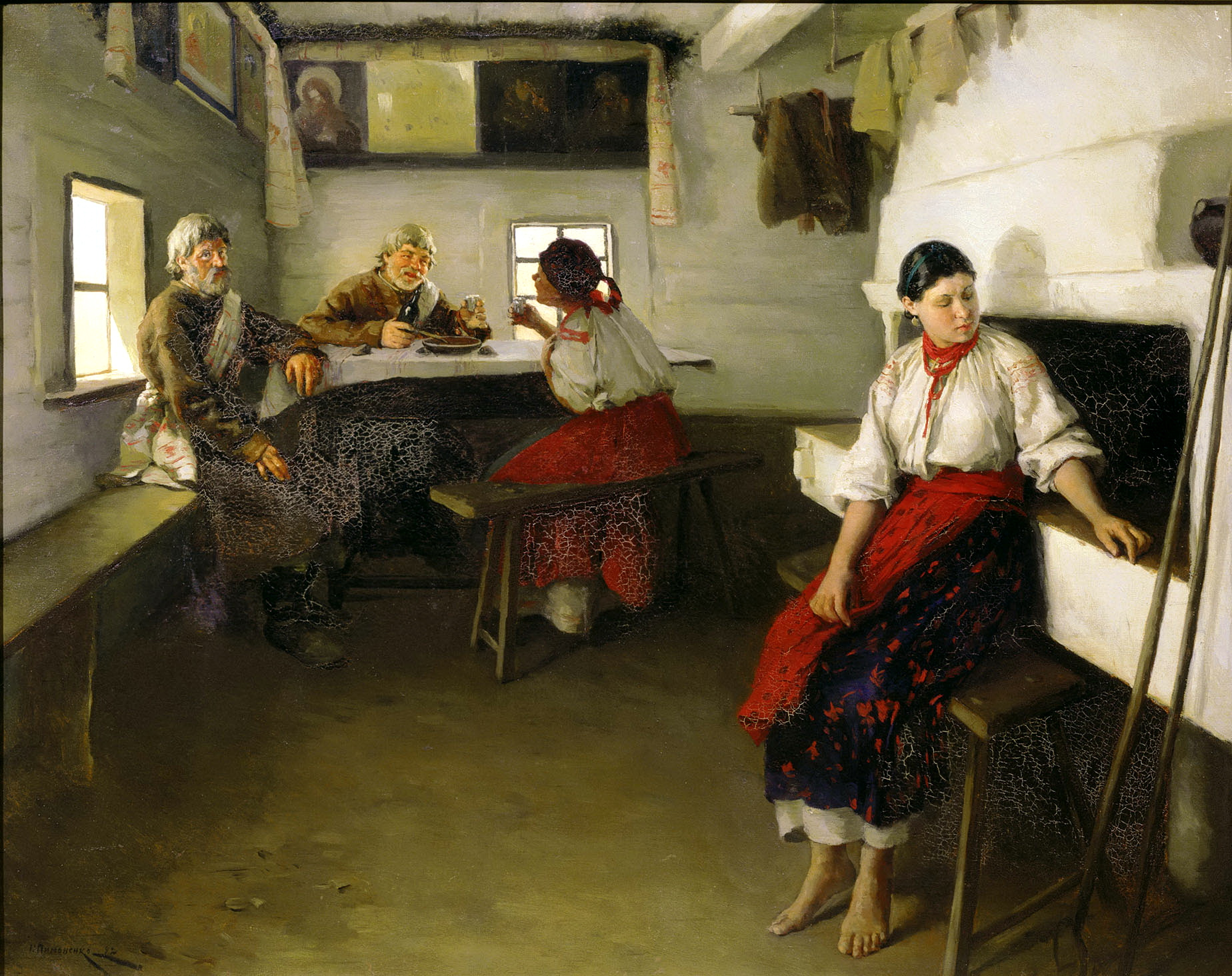
Casamenteros (1882) Kovalenko Krasnodar Museo regional de Arte de Ucrania
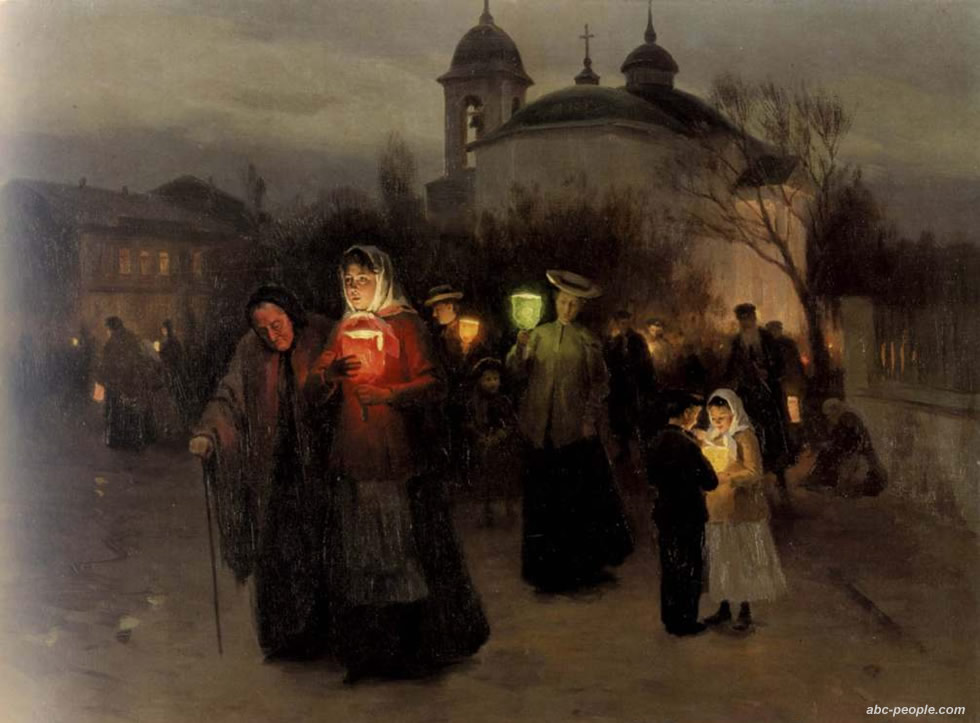
Jueves Santo (1887), Museo Nacional de Arte de Ucrania
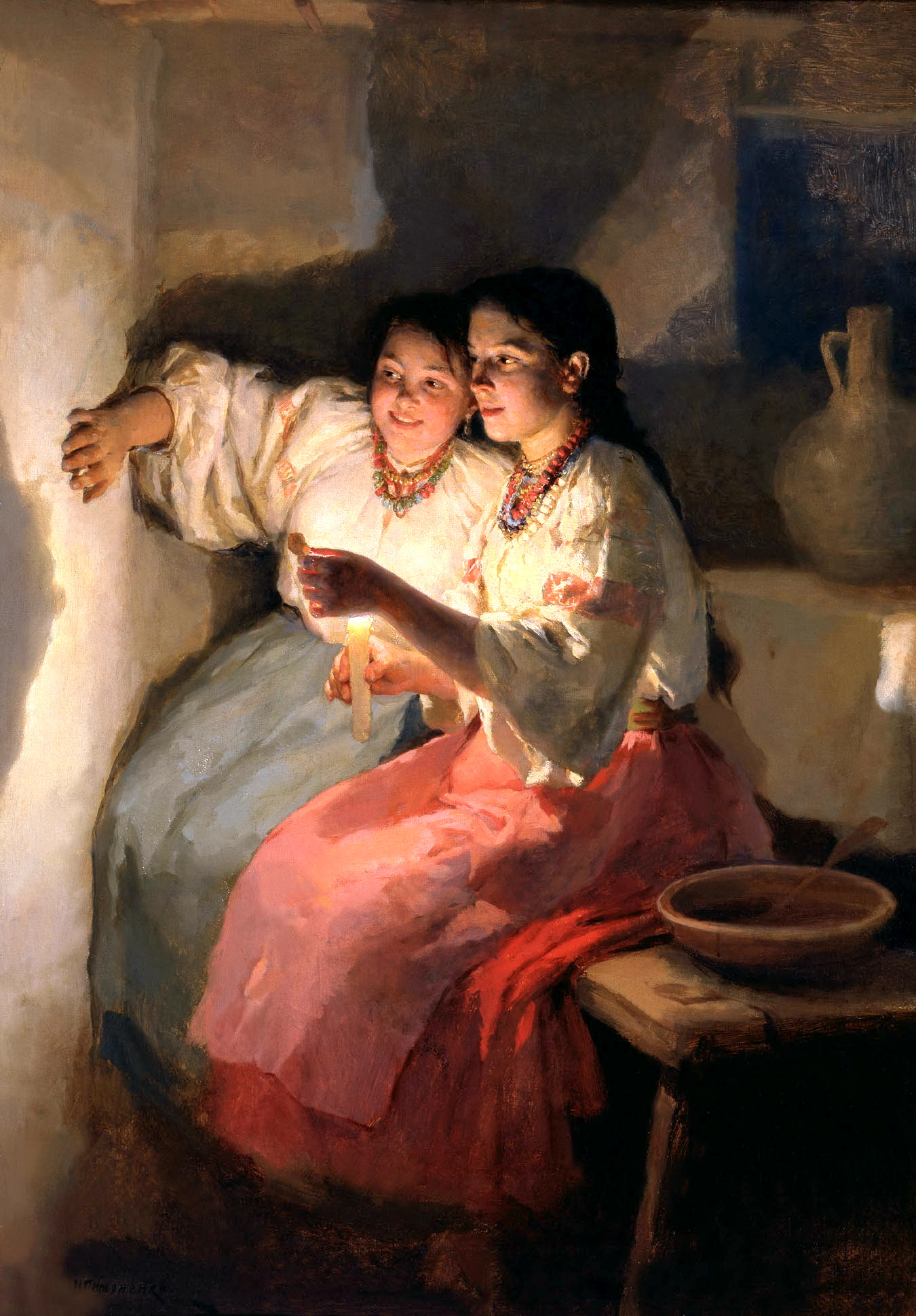
Adivinas navideñas (1888), Museo Ruso
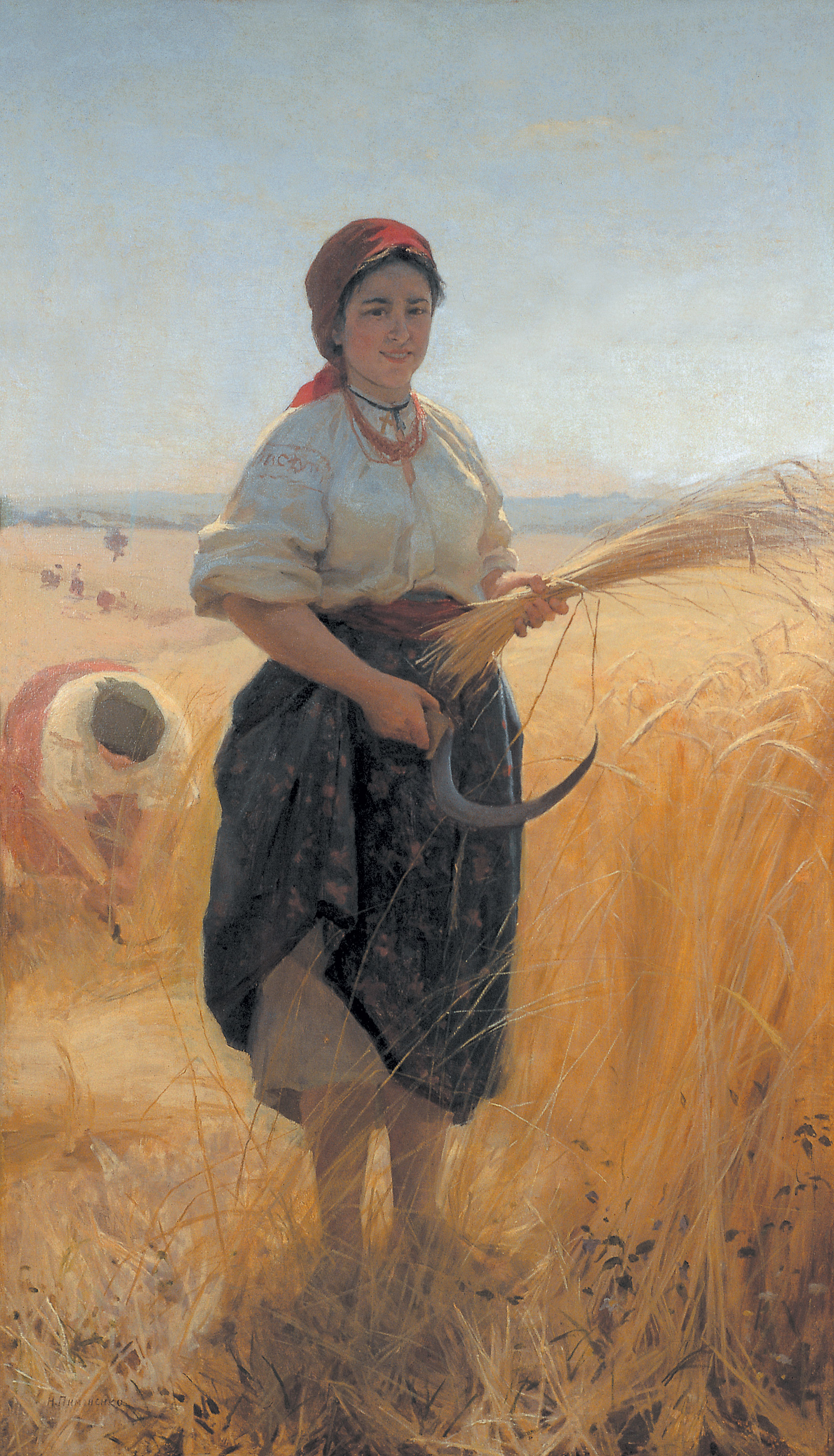
La segadora (1889), Museo Nacional de Arte de Ucrania
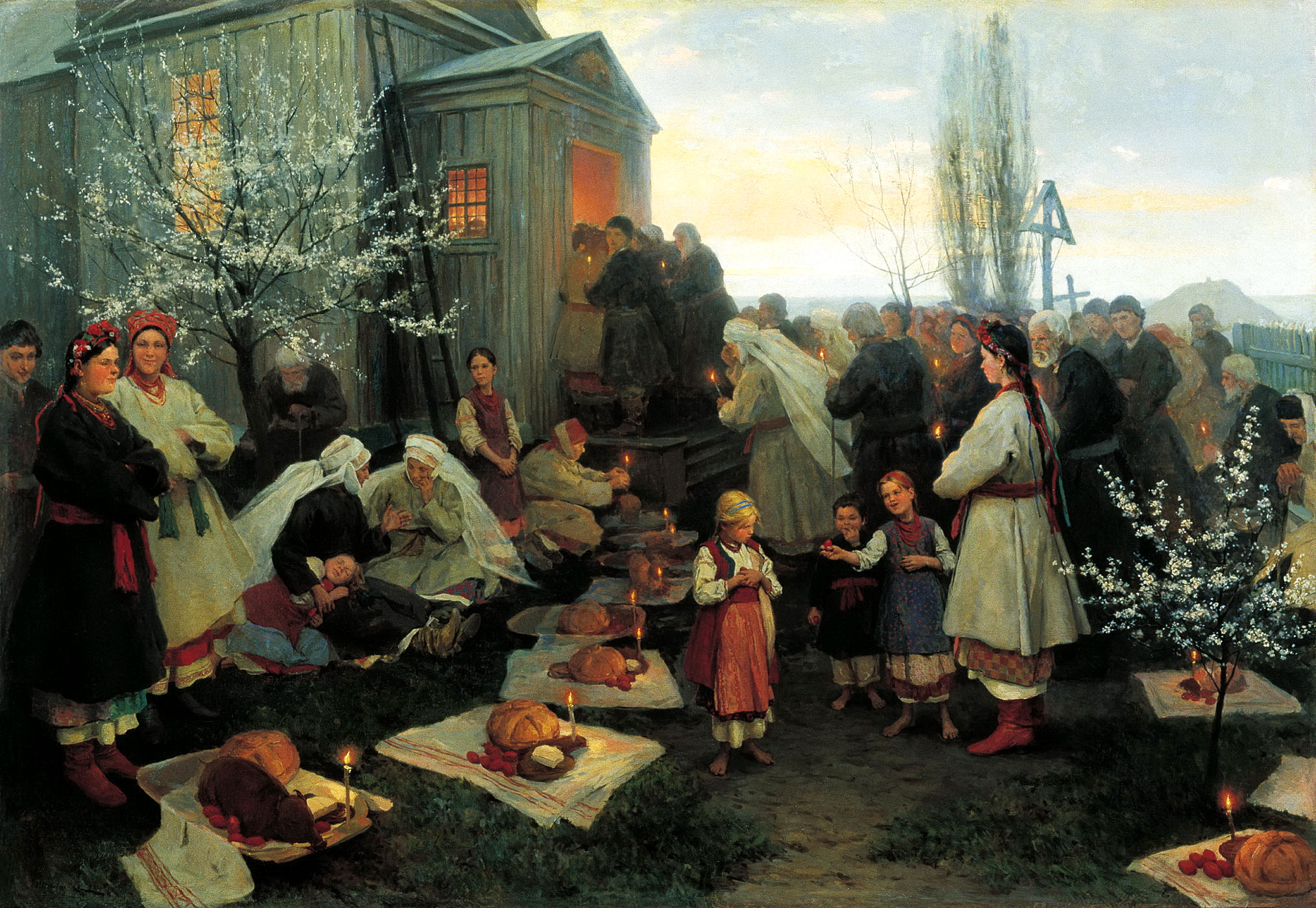
Maitines de Pascua (1891)
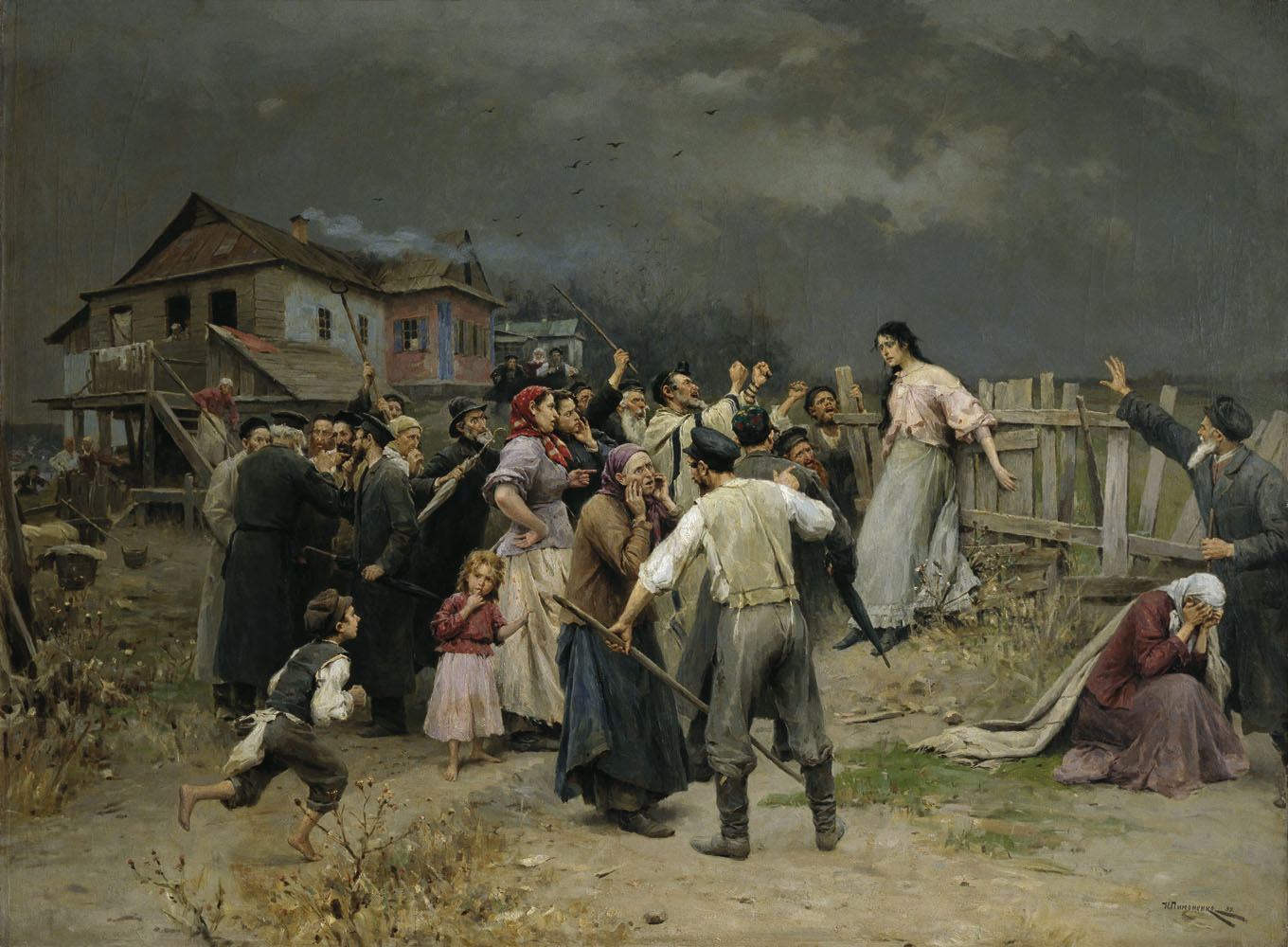
Una víctima del fanatismo (c. 1899 ), Museo de Bellas Artes Kharkiv
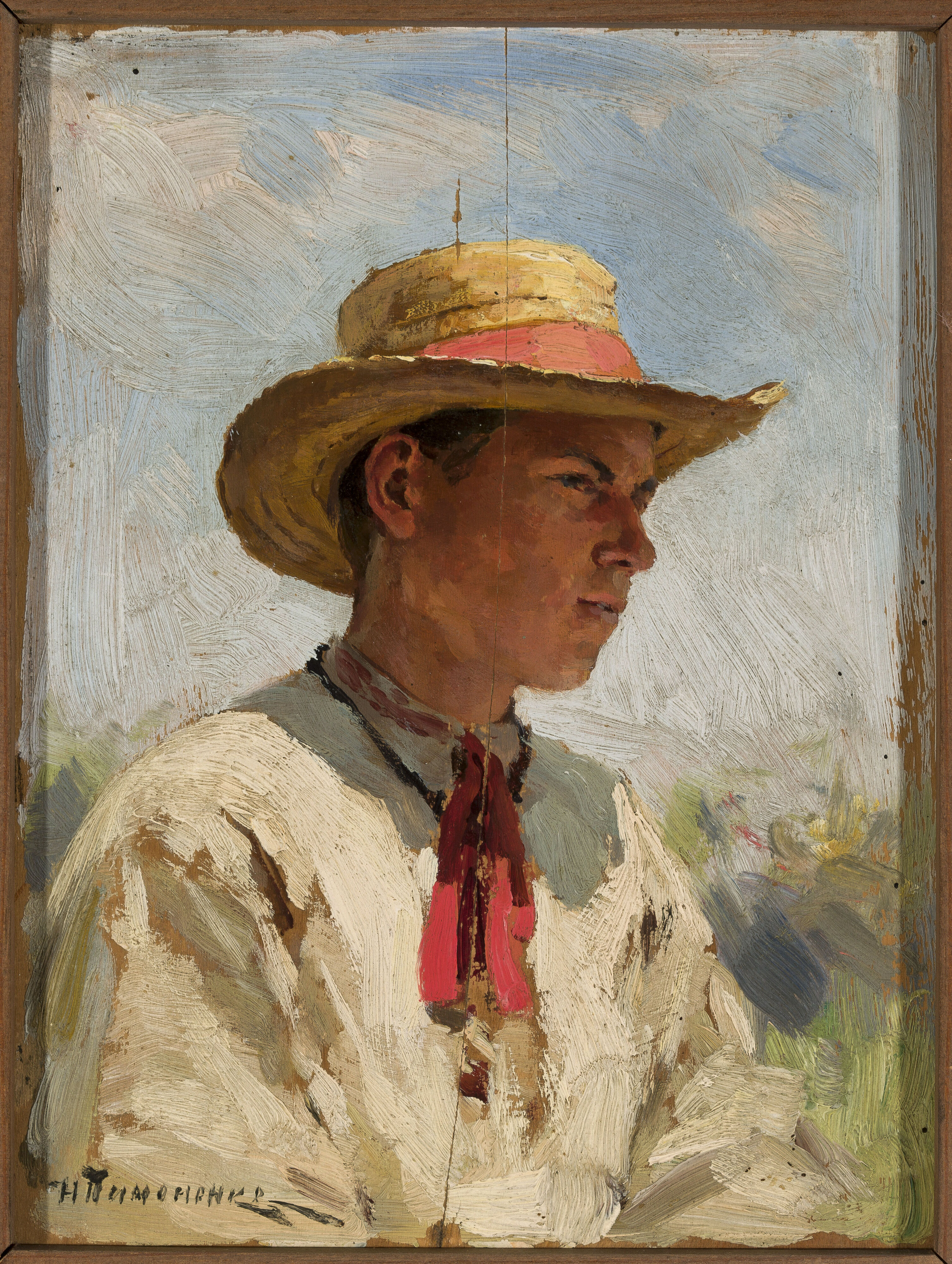
Estudio de un joven con sombrero de paja (1905-1906), Museo Nacional de Varsovia
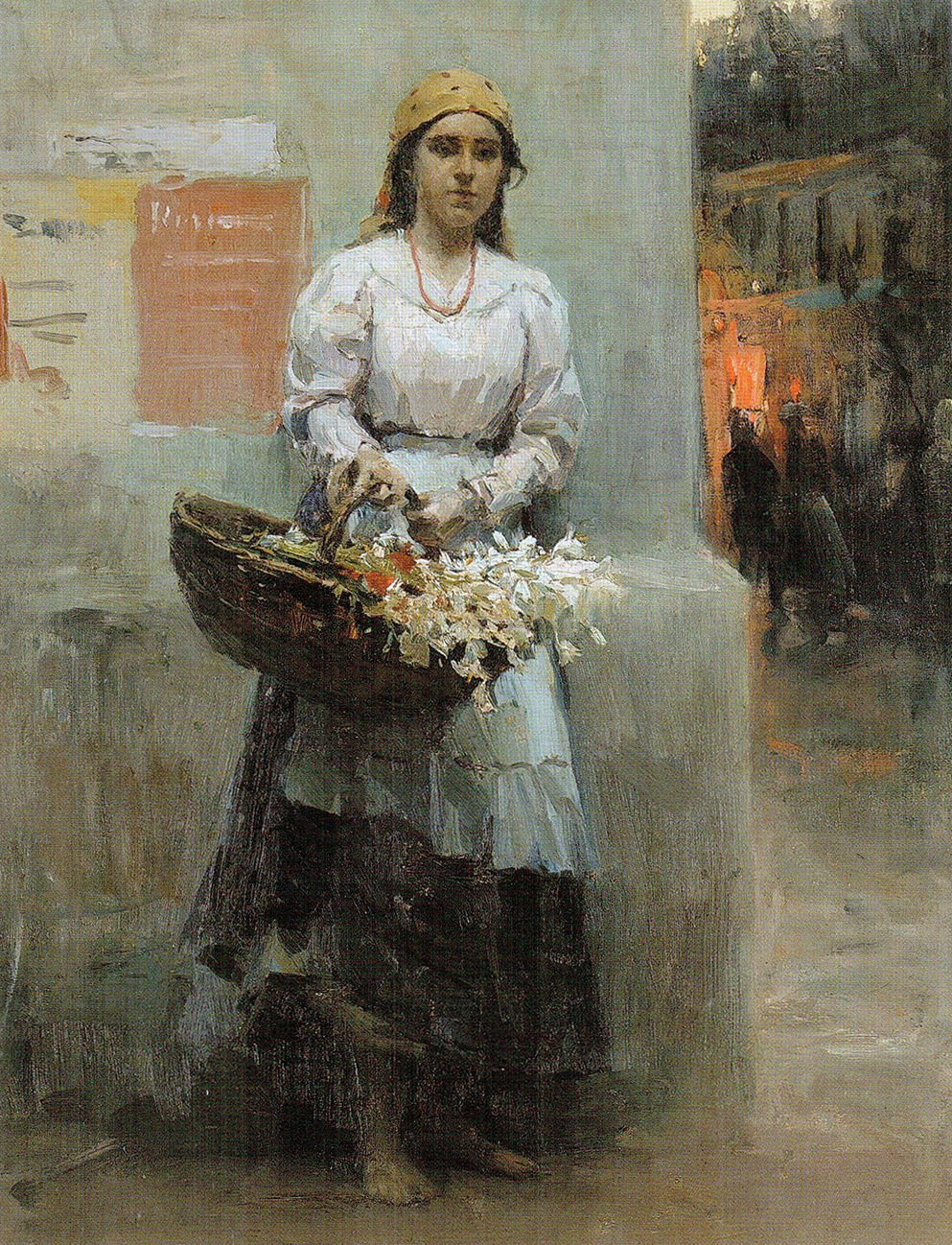
Florista (1908), Museo Nacional de Arte de Ucrania
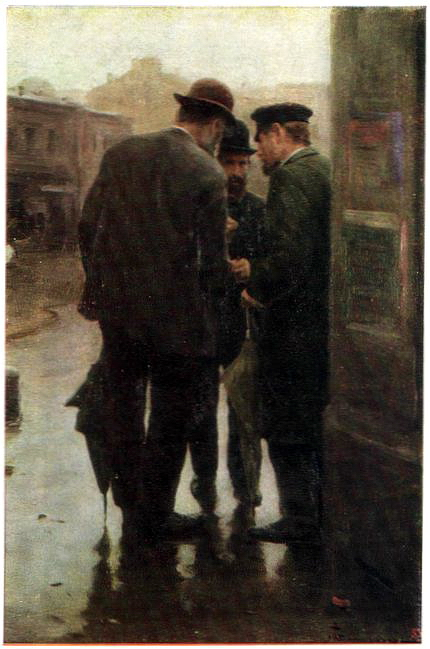
Una conversación (antes de 1912),Reserva del Museo Estatal de Historia, Arquitectura y Arte de Kostroma

## Nota
1. ↑  En el siglo XIX, Rusia todavía utilizaba fechas de estilo antiguo, lo que indica que su vida transcurrió del 21 de marzo de 1862 –  al 25 de octubre de 1893.

### Otras lecturas
- Hook, Philip; Poltimore, Mark (1987). Popular 19th Century Painting: a dictionary of European genre painters. Woodbridge Antique Collector's Club. ISBN 978-18514-9-011-0.
- Ogievska, I.V. (2013). Микола Пимоненко: альбом (en uk, en). Kyiv: Mystetstvo. ISBN 978-966-577-109-8.
- Volodymyr Orlovskyi (text), Микола Пимоненко (Mykola Pymonenko), images compiled by Olga Zhbankova, edited by Alexander Klimchuk. National Art Museum of Ukraine, and Khmelnitsky: Galereya, 2004 ISBN 966-8834-05-4, in Ukrainian.
- Boris Chyp, O.G. Oganesyan, Микола Пимоненко: біографічний роман (Mykola Pymonenko: biographical novel), Vol.59 of "Celebrated Names", Kyiv: Molod' (Youth Publishing), 1983, in Ukrainian.
- Zatenatsky, Y.P. (1955). Николай Корнилович Пимоненко: жизнь и творчество, 1862-1912 [Nikolay Kornilovich Pimonenko: Life and Work, 1862-1912] (en ruso). Kiev: Ukrainian SSR Science Academy; Institute of Arts, Folklore and Ethnography. OCLC 652334680.